# Димитрий Александрийский
Димитрий Александрийский (греч. Δημήτριος Αλεξανδρείας; ум. 10 октября 231) — епископ Александрийский (189—231). Первый александрийский епископ, о котором сохранились достоверные сведения. Секст Юлий Африкан, посетивший Александрию во времена Димитрия, упоминает его одиннадцатым епископом после Марка на десятом году правления Коммода.
Димитрий был рукоположён перед пасхой 189 года. История Димитрия Александрийского тесно связана с Оригеном:
- поставил Оригена во главе Алексадрийского училища.
- порицал епископов Феоктиста Кесарийского и Александра Иерусалимского за то, что они позволили Оригену, тогда мирянину, проповедовать во время богослужений.
- был очень недоволен, когда без его ведома рукоположили Оригена во пресвитера
- собирал соборы против Оригена

Ко времени епископства Димитрия кафедра Александрии превратилась в значительное учреждение, авторитет которого признавался другими христианскими общинами как в Египте, так и за его пределами. При постоянной поддержке архиепископа Димитрия Александрийского Александрийская богословская школа сложилась как постоянно действующее образовательное учреждение.
Димитрий поставил своего ученика и сподвижника Иракла главой Александрийской богословской школы. Возможно, это было последнее деяние епископа Димитрия.
Умер 10 октября 231 года.